# Utility Muffin Research Kitchen
The Utility Muffin Research Kitchen est le studio personnel de Frank Zappa, construit dans la cave de sa maison de Los Angeles sur Woodrow Wilson Drive, en Californie. Inauguré le 1er septembre 1979, le premier album enregistré dans ces locaux est You Are What You Is, sorti en 1981. L'intérieur du studio est visible dans Video From Hell, The Dub Room Special.
Depuis 2016, Lady Gaga en est la propriétaire. Elle y a enregistré certains morceaux de son sixième album studio, Chromatica.